# Regeldrama
Das Regeldrama, auch bekannt unter dem Ausdruck Doctrine classique (klassische Lehrmeinung), ist eine Theater-Norm für den Aufbau von Dramen, die zur Zeit der französischen Klassik im 17. Jahrhundert entstand und bis ins 19. Jahrhundert nachwirkte.

## Aristoteles und Horaz
In der Poetik des Philosophen Aristoteles werden sechs wesentliche Elemente des Dramas genannt: mythos (Handlung), ethos (Charaktere), lexis (Rede), diánoia (Gedanke, Absicht), opsis (Schau, Szenerie) und melopoiía (Gesang, Musik). Ferner empfiehlt er einen Verzicht auf Nebenhandlungen und die zeitliche Beschränkung auf „einen Sonnenlauf“.
Der römische Dichter und Kritiker Horaz hat in seiner Epistula ad Pisones zudem eine Gliederung des Dramas in fünf Akte gefordert (V. 189). Der Chor war für ihn ein notwendiger Bestandteil des Dramas. Auch diese Regeln wurden in der Neuzeit oft übernommen. Doch seine Ausführungen sind als Polemik gegen die römische Literatur seiner Zeit gemeint, in der das Drama keinen hohen Stellenwert mehr hatte. Auf viele der klassischen attischen Tragödien treffen seine Feststellungen nicht zu.

## Akteinteilung
Aus dem Kommentar des Aelius Donatus (320–380) zu den Komödien des Terenz (ca. 195–158 v. Chr.) schlossen einige Autoren der Renaissance (siehe Accademia Romana) auf ein Schema, dem der Aufbau eines Dramas gehorchen solle (obwohl die fragmentarischen Äußerungen sich nur auf die Komödien dieses Autors bezogen). Donatus’ Ausführungen gehen über Aristoteles und Horaz hinaus und wurden deshalb für eine praktische Anleitung gehalten. Dieses mit Vorsicht zu verwendende Schema (weder konnte es sich verallgemeinernd auf die Antike berufen noch als Norm auftreten) findet sich in vielen Varianten zwischen Martin Opitz und Gustav Freytag.

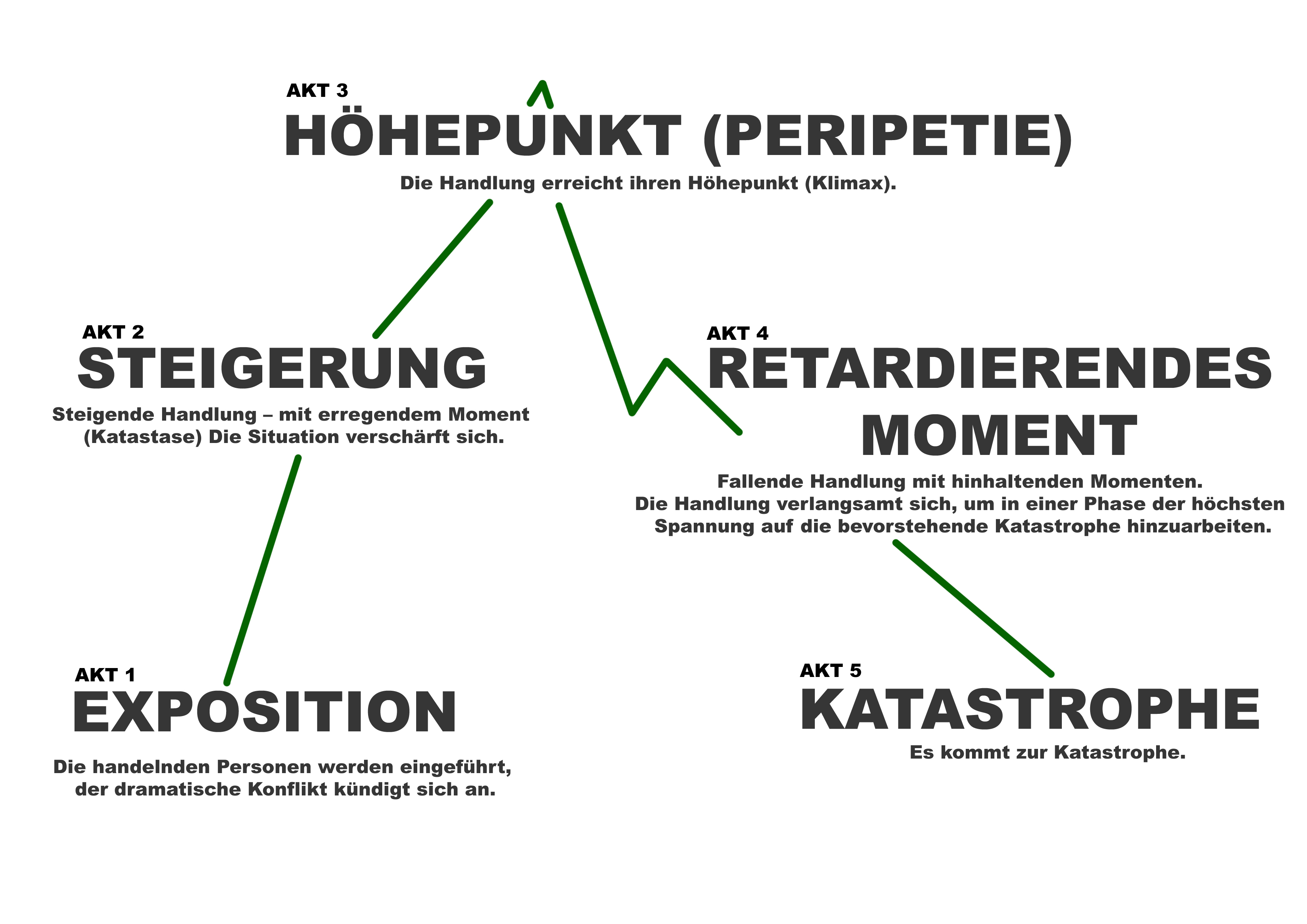
Akteinteilung des Dramas nach Gustav Freytag

1. Exposition (Einleitung/Protase)
Die handelnden Personen werden eingeführt, der dramatische Konflikt kündigt sich an.
2. Komplikation (Steigerung/Epitase)
Steigende Handlung – mit erregendem Moment (Katastase)
Die Situation verschärft sich.
3. Peripetie (Umkehr der Glücksumstände des Helden)
Die Handlung erreicht ihren Höhepunkt (Klimax).
4. Retardation (Verlangsamung)
Fallende Handlung – mit retardierenden (aufschiebenden, hinhaltenden, verlangsamenden) Momenten
Die Handlung verlangsamt sich, um in einer Phase der höchsten Spannung auf die bevorstehende Katastrophe hinzuarbeiten.
5. Katastrophe oder Lysis/Dénouement
a) Es kommt zur Katastrophe, die Handelnden (Protagonisten) sind verurteilt/verdammt (z. B. Hamlet → sein Tod, Massensterben)
b) Alle Konflikte werden gelöst, die Handelnden sittlich gereinigt/geläutert (Katharsis) (z. B. Nathan der Weise → alle sind verwandt und glücklich, Massenumarmung)

## Französische Klassik
In der Zeit der Renaissance und der französischen Klassik wurde Horaz zum antiken Lehrmeister gemacht, etwa von Martin Opitz (Von der Deutschen Poeterey, 1624) und Nicolas Boileau (L'art poétique, 1674). Weitere Theatertheoretiker oder Theaterkritiker der französischen Klassik waren etwa Jean Chapelain, Madeleine de Scudéry und François Hédelin.
Im „klassizistischen“ Regeldrama (vor allem der Autoren Pierre Corneille und Jean Racine) galt ungefähr Folgendes als Gesetz:
- Einheiten von Handlung, Ort und Zeit („Drei Aristotelische Einheiten“)
- Imitation (vor allem der antiken Vorbilder)
- Wahrscheinlichkeit (vraisemblance)
- Sittlichkeit (bienséance, d. h. alles Anstößige durfte nicht gezeigt, sondern nur berichtet werden)
- Ständeklausel, Einheitlichkeit des Redestils
- Personenverteilung: Dreipersonenregel, Gesetz der Personenkette, Verbot neuer Personen nach dem 1. Akt

Auch dem Komödiendichter Molière waren diese Regeln wohlbekannt. Er zitiert sie ironisch in seinem Einakter Die Kritik der Schule der Frauen (1663), als Erwiderung auf die kritischen Einwände gegen seine Komödie Die Schule der Frauen (1662), und bricht sie bewusst in seiner Komödie Tartuffe (1664), in welcher der Protagonist erst im dritten Akt auftritt.
Ein großer Bruch dieses Dramen-Modells mit dem aristotelischen Drama war der außerhalb der Oper meist ganz aufgegebene Chor.

## Gottsched
Anknüpfend an die klassizistische Regel- und Normenpoetik der französischen Sprache entwarf Johann Christoph Gottsched (1700–1766) in seinem Versuch einer Critischen Dichtkunst vor die Teutschen (1730) das Programm einer „vernünftigen“ Literatur. Wichtig waren ihm die Klarheit des Stils, Geschmack und Witz und der moralische Nutzen. Gottscheds Regeln hatten den Charakter einer Gebrauchsanweisung zur Gestaltung von Tragödien.
Gottsched wollte die Qualität des Theaterlebens verbessern, indem er dem noch unterentwickelten deutschen Sprachgebiet die bewunderten Errungenschaften des französischen Hoflebens nahebrachte. Er kämpfte für ein literarisches Drama und gegen das improvisierte Stegreiftheater. Inzwischen regte sich aber schon Widerstand gegen den „fremden“ französischen Einfluss. Auch in Frankreich waren die Gesetze des „Regeldramas“ seit der Querelle des Anciens et des Modernes und vor allem seit dem Tod des Sonnenkönigs 1715 zunehmend ins Wanken geraten.

## Sturm und Drang
Gotthold Ephraim Lessing hatte sich in der Hamburgischen Dramaturgie (1767) gegen Gottsched und die Regeldramatik gestellt und damit einige Beachtung gefunden, weil damit eine Emanzipation der Bürger vom Adel und der Deutschen von den Franzosen verbunden wurde, die sich in der Idee des „Nationaltheaters“ äußerte. Solche Freiheitsbestrebungen ebneten der Bewegung des „Sturm und Drang“ den Weg.
Johann Wolfgang Goethe schrieb in bewusster Abweichung vom Regeldrama sein Stück Götz von Berlichingen (Uraufführung 1774) in volkstümlicher Prosa und löste alle Bindungen an die Einheiten von Handlung, Zeit und Ort auf. – Seit der Darstellung von Volker Klotz (Geschlossene und offene Form im Drama, 1960) wird ein solches Theaterstück häufig als „offenes“ Drama bezeichnet gegenüber dem „geschlossenen“ Regeldrama.
Goethe tat damit, was er bereits 1771 in seiner Rede Zum Shakespeares-Tag ausgeführt hatte, in der er dem klassizistischen Theater „entsagt“ hatte, von dessen Regelwerk er sich in seinem Schaffen eingeengt fühlte. Nur durch Befreiung von diesen willkürlich geschaffenen „Reglements“ könne sich seiner Meinung nach das Genie in seiner ganzen Kraft und Größe entfalten. Goethe kritisierte scharf die französischen Dichter, welche die Regeln der griechischen Dramatik übernommen hätten.
Die französischen Trauerspiele bezeichnet Goethe despektierlich als „Parodien ihrer selbst“, als „einander ähnlich wie Schuhe“, „langweilig“. Shakespeare als rühmendes Beispiel voranstellend, propagierte er seine Idealvorstellung von einer Dichtung, die frei aus sich selbst heraus beschrieben sei, frei von jeglichen Regeln.
Goethe konnte damit sowohl die Bürger gewinnen, denen die adligen Hofregeln fremd waren, als auch manche deutsche Adlige, die das deutsche Drama gegenüber der (insbesondere von Gottsched betriebenen „Französierung“ des Dramas) aufgewertet wissen wollten. Im deutschen Nationalismus des 19. Jahrhunderts wurden solche Äußerungen oft als antifranzösische Polemik ausgelegt. Das Regeldrama wurde zur gleichen Zeit auf ähnliche Art auch in Frankreich angegriffen (siehe Denis Diderots De la poésie dramatique, 1756).

## 19. Jahrhundert
Die Idee des Regeldramas gewann im 19. Jahrhundert wieder einige Anziehung. Durch Gustav Freytags Technik des Dramas (1863) wurde das „Schema der fünf Akte“ noch weiter vereinfacht.
Die Anziehungskraft solcher Vereinfachungen stand im Zusammenhang mit der kommerziellen Dramenproduktion im 18. und 19. Jahrhundert. Die fünfaktige Gliederung war die renommierteste, im Schauspiel ebenso wie in der Oper, und es erschien attraktiv, solche Dramen gleichsam nach Kochrezept anfertigen zu können.